# فلوریان پینتو
فلوریان پینتو (انگلیسی: Florian Pinteaux؛ زادهٔ ۴ فوریهٔ ۱۹۹۲) بازیکن فوتبال اهل فرانسه است.
از باشگاه‌هایی که در آن بازی کرده‌است می‌توان به آ.اس موناکو، باشگاه فوتبال لو آور، و باشگاه فوتبال سدان اشاره کرد.
وی همچنین در تیم ملی فوتبال زیر ۲۰ سال فرانسه بازی کرده‌است.